# Caledonimeria mirabilis
 (octobre 2019).
Genre
Espèce
Caledonimeria mirabilis, unique représentant du genre Caledonimeria, est une espèce de collemboles de la famille des Neanuridae.

## Distribution
Cette espèce est endémique de Nouvelle-Calédonie.

## Publication originale
- Delamare Deboutteville & Massoud, 1962 : Description d'un nouveau genre néo-calédonien de Collembole suceur Caledonimeria mirabilis n.g. n.sp. Bulletin de la Société Zoologique de France, vol. 87, no 87, p. 330-337.